# Okresy v Česku

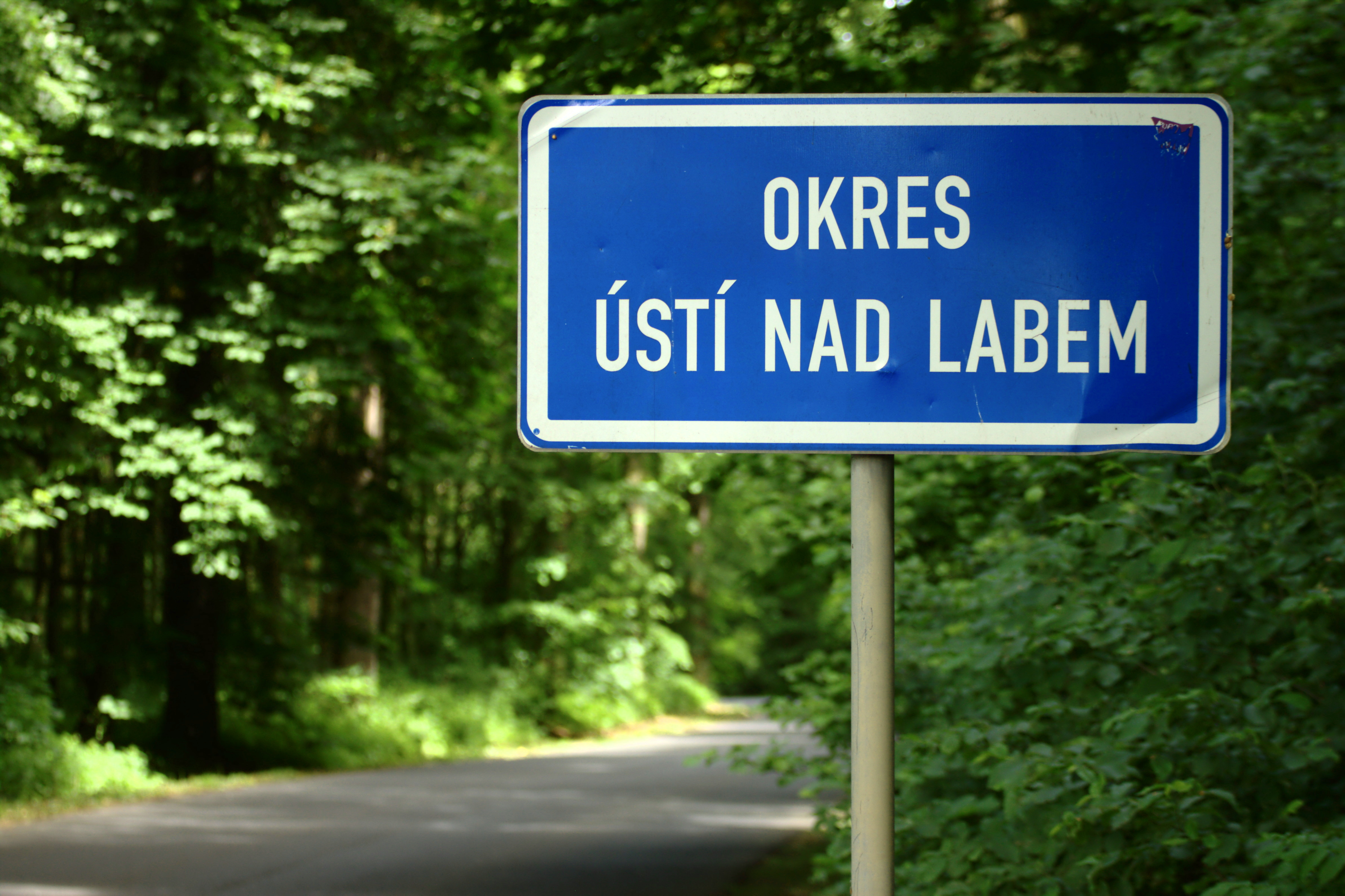
Dopravní značka označující hranice okresu Ústí nad Labem

Okresy v České republice jsou územní jednotky středního stupně, na něž se dělí území státu podle zákona o územně správním členění státu. Zároveň jsou menšími správními jednotkami (LAU 1) Evropské unie. Česká republika má celkem 76 okresů, hlavní město Praha nepatří do žádného z nich, není a nebylo okresem a jeho území se nedělí na okresy, ale na deset číslovaných obvodů. Okresy jsou zákonem o územně správním členění státu vymezeny prostřednictvím správních obvodů obcí s rozšířenou působností. Okresy se dále dělí na obce a vojenské újezdy, území okresu Brno-město ale tvoří jen statutární město Brno.
Obvody okresů i po roce 2003, kdy byly okresní úřady zrušeny, zůstaly zachovány pro potřeby policie, archivů, úřadů práce atd. Dále se využívají jako statistická jednotka, někdy i jako rozlišovací údaj k názvu obce a některých nestátních organizací, protože název každého okresu je jedinečný v rámci celé republiky. Číselník okresů je vytvářen a udržován Českým statistickým úřadem. K větším změnám ve vymezení okresů došlo zejména v roce 2007, ale i v pozdějších letech, a to zejména za účelem obnovení skladebnosti územního členění státu. Od roku 2021 jsou okresy odvozeny ze správních obvodů obcí s rozšířenou působností.

## Historie
Okresy vznikly v roce 1850 jako základní správní jednotka a náhrada za původní panství a až do konce roku 1948 existovaly okresy dvojí. Byly to jednak okresní hejtmanství (politické, správní okresy) s okresním úřadem jako správním orgánem a jednak soudní okresy, což byly územní obvody okresních soudů. K roku 1900 bylo v českých zemích 133 politických okresů, postupně jejich počet narostl, ale od roku 1960 se spolu s novým zákonem o územním členění státu jejich počet snížil na 75 (později byl k 1. lednu 1996 ještě obnoven okres Jeseník). V poválečném Československu byly správní a soudní okresy sjednoceny, jejich správními orgány byly okresní národní výbory, které byly v roce 1990 nahrazeny opět okresními úřady.
Až do roku 2006 na území okresů Brno-město, Plzeň-město a Ostrava-město působnost okresních úřadů vykonávaly magistráty těchto měst a orgány samosprávných částí těchto měst. Praha měla pravomoc okresního úřadu pro své území, kterou zčásti přenášela statutem na orgány svých obvodů, později vybraných městských částí.
Okresní úřady na území České republiky ukončily svoji činnost 31. prosince 2002 v rámci druhé fáze reformy územní správy. Zároveň s tím už okresy přestaly mít zákonem stanoveno své sídlo (okresní město). Do 31. prosince 2007 byly okresy jednotkou NUTS 4, od 1. ledna 2008 byla v rámci Evropské unie tato úroveň převedena do soustavy LAU, okresy jsou tedy jednotkou úrovně LAU 1.
Obvody pozemkových úřadů (v rozsahu, jak byly vymezeny k 1. 1. 2000) a úřadů práce byly původně zachovány v rozsahu okresů, po roce 2013, resp. 2011 se však už odvozují od krajů. Podobně okresní správy sociálního zabezpečení existovaly do konce roku 2023 a od té doby existují územní správy sociálního zabezpečení, odvozené od krajů. Stále existují státní okresní archivy, byť jako vnitřní organizační jednotka státních oblastních archivů. Kromě těchto zbytků státní správy na okresní úrovni hrají okresy i nadále roli pro fungování profesní samosprávy, konkrétně pro okresní sdružení lékařů, stomatologů, lékárníků a veterinárních lékařů. Systém soudů a státních zastupitelství sice zachoval uspořádání vycházející z dosavadních krajů a okresů a jejich sídel i názvy „krajský“ a „okresní“, avšak soudní obvody těchto soudů byly už od roku 2002 redefinovány speciálním zákonem a postupem času se od nich vymezení okresů podle zákona o územním členění státu odchýlilo.
Kompetence okresních úřadů převzaly zčásti krajské úřady a zčásti obecní úřady obcí s rozšířenou působností v rámci státní správy, jejichž správní obvody jsou zpravidla o něco menší než okresy a některých případech přesahovaly i přes hranice okresů (i když pouze v rámci jednoho kraje v Česku). Tento stav nastal u 152 obcí a narušil tak skladebnost územního členění státu. Bylo rozhodnuto v rámci reformy územní správy skladebnosti na těchto úrovních dosáhnout, třebaže k faktickému výkonu působností to není nezbytné. Částečně se podařilo realizovat tento krok změnou okresní příslušnosti 119 obcí vydáním vyhlášky ministerstva vnitra č. 513/2006 Sb., která nabyla účinnosti 1. ledna 2007. Výjimkou bylo 33 obcí spadajících do správních obvodů obcí s rozšířenou působností Český Brod (4 obce v okrese Nymburk), Jihlava (1 obec v okrese Havlíčkův Brod), Stod (9 obcí v okrese Domažlice), Tanvald (1 obec v okrese Semily), Turnov (13 obcí v okrese Liberec a 3 obce v okrese Jablonec nad Nisou) a Valašské Klobouky (2 obce v okrese Vsetín).
Novou úpravu územního vymezení okresů zavedl zákon o územně správním členění státu s účinností od 1. ledna 2021. Ten převedl obce mezi okresy a změna se přitom nedotkla například příslušnosti k soudům, které se řídí vlastními okresy. U dalších obcí změnil zákon příslušnost k jiné obci s rozšířenou působností. Tím sladil většinu zbývajících obcí.

## Statistika

### Rozloha
- Průměr: 1024 km²[17]
- Největší okres: Klatovy (1946 km²)[17]
- Druhý největší okres: Jindřichův Hradec (1944 km²)
- Nejmenší okres: Brno-město (230 km²)[17]
- Druhý nejmenší okres: Plzeň-město (261 km²)

### Počet obyvatel (2021)
- Nejlidnatější okres: Brno-město (398 510)[18]
- Druhý nejlidnatější okres: Ostrava-město (313 857)[18]
- Nejméně lidnatý okres: Jeseník (35 471)[18]
- Druhý nejméně lidnatý okres: Rokycany (48 809)[18]

## Okresy podle samosprávných krajů

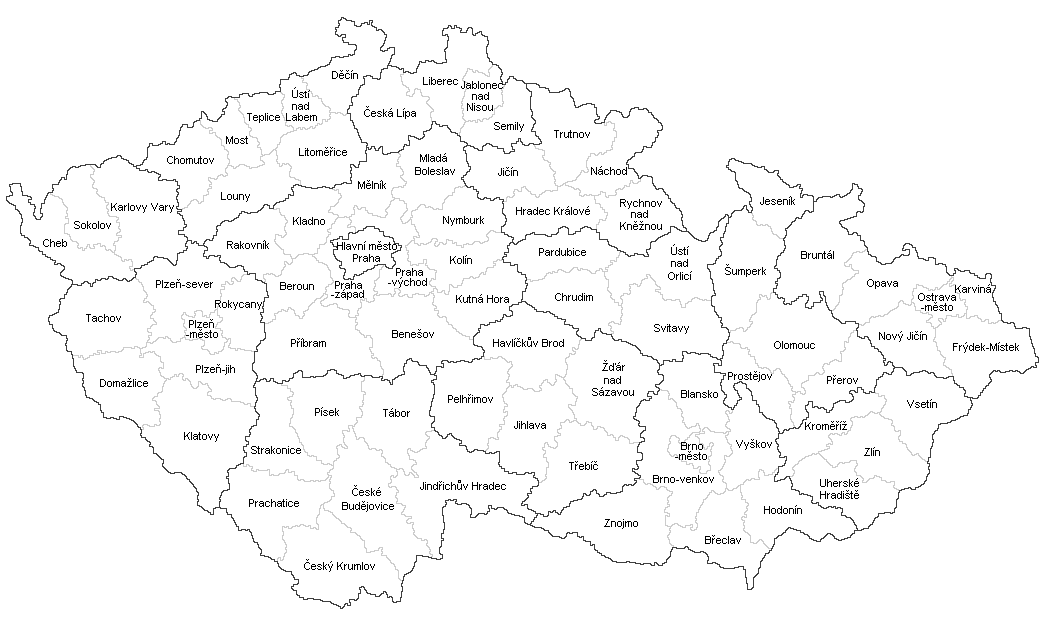
Okresy České republiky po 1. lednu 2007 v hranicích samosprávných krajů

Ústavní zákon o vytvoření vyšších územních samosprávných celků (č. 347/1997 Sb.) stanovil názvy vyšších územních samosprávných celků (krajů) a vymezil je výčtem okresů. Okresy jsou jako části krajů nově vymezeny zákonem o územně správním členění státu prostřednictvím správních obvodů obcí s rozšířenou působností.

### Hlavní městoPraha
Hlavní město Praha je ústavním zákonem č. 347/1997 Sb. také jmenováno vyšším územním samosprávným celkem. Na hlavní město Prahu se nevztahuje zákon o krajích, Praze přiznává postavení a pravomoci obce a zároveň kraje zákon o hlavním městě Praze (č. 131/2000 Sb.).
Podle zákona o okresních úřadech (č. 147/2000 Sb.) hlavní město Praha plnilo v plném rozsahu i funkce okresního úřadu, třebaže okresem není a nebylo a na okresy se nečlení (v Praze je na úrovni okresů vymezeno deset obvodů). Jako okresní soudy zde působí obvodní soudy.

### Středočeský kraj
- Benešov
- Beroun
- Kladno
- Kolín
- Kutná Hora
- Mělník
- Mladá Boleslav
- Nymburk
- Praha-východ
- Praha-západ
- Příbram
- Rakovník

### Jihočeský kraj
- České Budějovice
- Český Krumlov
- Jindřichův Hradec
- Písek
- Prachatice
- Strakonice
- Tábor

### Plzeňský kraj
- Domažlice
- Klatovy
- Plzeň-město
- Plzeň-jih
- Plzeň-sever
- Rokycany
- Tachov

### Karlovarský kraj
- Cheb
- Karlovy Vary
- Sokolov

### Ústecký kraj
- Děčín
- Chomutov
- Litoměřice
- Louny
- Most
- Teplice
- Ústí nad Labem

### Liberecký kraj
- Česká Lípa
- Jablonec nad Nisou
- Liberec
- Semily

### Královéhradecký kraj
- Hradec Králové
- Jičín
- Náchod
- Rychnov nad Kněžnou
- Trutnov

### Pardubický kraj
- Chrudim
- Pardubice
- Svitavy
- Ústí nad Orlicí

### Kraj Vysočina
- Havlíčkův Brod
- Jihlava
- Pelhřimov
- Třebíč
- Žďár nad Sázavou

### Jihomoravský kraj
- Blansko
- Brno-město
- Brno-venkov
- Břeclav
- Hodonín
- Vyškov
- Znojmo

### Olomoucký kraj
- Jeseník
- Olomouc
- Prostějov
- Přerov
- Šumperk

### Zlínský kraj
- Kroměříž
- Uherské Hradiště
- Vsetín
- Zlín

### Moravskoslezský kraj
- Bruntál
- Frýdek-Místek
- Karviná
- Nový Jičín
- Opava
- Ostrava-město